# 空軍氣象聯隊
空軍氣象聯隊 （英語：Air Force Weather Wing），是中華民國空軍作戰指揮部轄下的作戰勤務支援單位，職責為軍事氣象的觀測，提供中華民國國軍各部隊演習訓練（如漢光演習）時參考，及颱風季節時與交通部中央氣象局合作氣象預報，負責國軍部隊內部之氣象警報發布，作為國軍部隊的氣象資訊來源等。

## 沿革[2]
1921年，中华民国国务院航空署航運廳下設「氣象科」，為中華民國空軍最早的氣象單位。1926年，氣象科改隸屬航空署管理司。
其後航空署擴編。1934年5月，航空署改隸屬國民政府軍事委員會，原南京航空班通信隊航空測候所改稱為「第一測候所」，另於中央政府航空學校增設「第二測候所」、江西南城航空站設「第三測候所」。
1939年1月1日，第一、二、三測候所裁撤，改編為「氣象總台」，駐地重慶江北公園；2月遷成都。1947年1月1日，改編為「空軍氣象總隊」，駐地南京，直屬空軍總司令部，轄各級氣象台130處；2月1日，成立5個氣象大隊，分駐瀋陽、北平、西安、漢口、重慶，並於台灣成立一個氣象中隊；8月，各氣象大隊再改隸屬於駐地之軍區司令部，各級氣象台改由各駐地之勤務部隊或空軍站管轄，總隊僅負責技術督導。
1948年底，氣象總隊由南京遷至台灣淡水，各氣象部隊亦陸續至台灣改編。1951年，各級氣象台回隸總隊。1954年12月1日，氣象總隊奉令改編為「氣象聯隊」，直屬空軍總司令部。1991年2月1日，氣象聯隊奉令改隸空軍作戰司令部。2006年3月1日，空軍作戰司令部改稱空軍作戰指揮部。2009年11月，氣象聯隊指揮官「聯隊長」由少將降為上校。

## 組織
空軍氣象聯隊（駐臺北市大安區—— 「？？部隊」）
- 聯隊長：一位，上校
- 副聯隊長：一位，上校

### 駐地
目前氣象聯隊下轄氣象中心一，與第一至第十一「基地天氣中心」，及「綠島氣象雷達及探空分隊」。主要分駐於台灣各機場與外離島，各中心設一校級「主任」為主官。
- 空軍氣象中心：臺北公館[3]
- 第一基地天氣中心：臺南機場[4]
- 第二基地天氣中心：新竹機場[5]
- 第三基地天氣中心：臺中清泉崗機場[6]
- 第四基地天氣中心：嘉義水上機場[7]
- 第五基地天氣中心：屏東加祿堂國軍防空砲兵訓練中心[8]，原駐桃園，後因桃園航空城商業開發案而南遷。
- 第六基地天氣中心：屏東機場[9]；另其下設有太平派遣氣象組[10]，負責太平島之氣象相關事宜。
- 第七基地天氣中心：澎湖馬公機場[11]
- 第八基地天氣中心：臺北松山機場[12]
- 第九基地天氣中心：花蓮機場[13]
- 第十基地天氣中心：臺東機場[14]
- 第十一基地天氣中心：岡山空軍基地空軍軍官學校[14]
- 綠島氣象雷達及探空分隊：臺東綠島火燒山[15]